# Laurens ten Dam
Laurens ten Dam (Bedum, 13 novembre 1980) è un ex ciclista su strada olandese, professionista dal 2004 al 2019, ottavo alla Vuelta a España 2012 e nono al Tour de France 2014.

## Palmarès
- 2006

2ª tappa Wyścig Solidarności i Olimpijczyków (Ożarów, cronometro)
- 2008

1ª tappa Critérium International (Signy-le-Petit > Charleville-Mézières)

### Altri successi
- 2006

Classifica scalatori Ster Elektrotoer
- 2008

Classifica a punti Critérium International
- 2009

Classifica scalatori Tour de Romandie
Acht van Chaam
- 2011

Profronde van Tiel

## Piazzamenti

### Grandi Giri
- Giro d'Italia

2009: 28º
2017: 34º
2018: 35º
2019: ritirato (6ª tappa)
- Tour de France

2008: 22º
2009: 60º
2011: 58º
2012: 28º
2013: 13º
2014: 9º
2015: 92º
2016: 73º
2017: 67º
2018: 51º
- Vuelta a España

2010: ritirato (16ª tappa)
2012: 8º
2013: ritirato (13ª tappa)
2014: 44º

### Classiche monumento
- Milano-Sanremo

2007: 56º
- Giro delle Fiandre

2007: 48º
- Liegi-Bastogne-Liegi

2006: 71º
2010: 32º
2011: 53º
2012: 63º
2013: 49º
2015: 62º
2019: ritirato
- Giro di Lombardia

2009: ritirato
2011: ritirato
2012: 39º
2013: ritirato
2014: ritirato
2017: ritirato
2019: 94º

### Competizioni mondiali
- Campionati del mondo

Stoccarda 2007 - In linea Elite: ritirato
Limburgo 2012 - In linea Elite: 119º
Toscana 2013 - In linea Elite: ritirato
- Giochi olimpici

Pechino 2008 - In linea: 64º